# Musikakademie der Deutschsprachigen Gemeinschaft Belgiens
Die Musikakademie der Deutschsprachigen Gemeinschaft Belgiens ist eine im Jahr 1972 gegründete kommunale Institution für Musikausbildung, Sprache und Tanz mit Sitz in der ehemaligen Villa Arthur Peters in Eupen. Mit rund 70 Lehrkräften und mehr als 1200 Schülerinnen und Schülern in 25 Fachrichtungen sowie Niederlassungen in allen Gemeinden Ostbelgiens ist sie die größte Schule in der Deutschsprachigen Gemeinschaft (DG).

## Geschichte
Nachdem es bis zu Beginn der 1970er-Jahre keine Musikschulen in Ostbelgien gegeben hatte, initiierten der Journalist Willy Timmermann und der Musiker Paul Derwahl in Zusammenarbeit mit den Verbänden der Elternräte der Gemeindeschulen und der Elternvereinigungen an den Staatsschulen sowie dem Kulturamt und der Födekam eine Umfrage zwecks Einrichtung einer derartigen Institution. Aufgrund der äußerst positiven Resonanz leiteten der Sonderbeauftragte des Ministers für französische Kultur Johann Weynand und der Eupener Stadtrat unter Bürgermeister Reiner Pankert die notwendigen Schritte für die Zulassung, Struktur und Örtlichkeit ein und gründeten am 1. September 1972 die „Musikakademie Eupen-Bütgenbach“ als Schule der Zweiten Kategorie mit Sitz in der französischen Schule in der Eupener Bergkapellstraße. Etwa 350 Schüler und 17 Lehrpersonen nahmen unter Leitung des ersten Direktors und Mitbegründers Paul Derwahl den Unterricht auf. In der Folge entstanden Abteilungen in Bütgenbach, Weywertz, Elsenborn, Nidrum, Rocherath und Hünningen sowie in Eynatten und Raeren. Bereits 1973 konnte die Musikschule in die Erste Kategorie nach belgischem Schulgesetz hochgestuft werden. 1985 kam die 1970 in Kelmis gegründete Filiale der Musikakademie Aubel-Kelmis als weitere Abteilung hinzu.
Einige Jahre später fand eine Verlegung der Musikschule in die Räumlichkeiten der ehemaligen Mädchenschule und später in die der Jungenschule in der Eupener Schulstraße statt. 1991 wurde ein erneuter Umzug erforderlich, diesmal in die Privatvilla des Unternehmers Alfred Bourseaux am Lascheterweg. Nach deren Verkauf und einer durch den neuen Besitzer geforderten Jahresmiete in Höhe von 30.000 Euro musste dieses Gebäude jedoch aus Kostengründen aufgegeben werden und die Musikschule zog daraufhin in die Räume des Kolpinghauses an der Bergstraße.

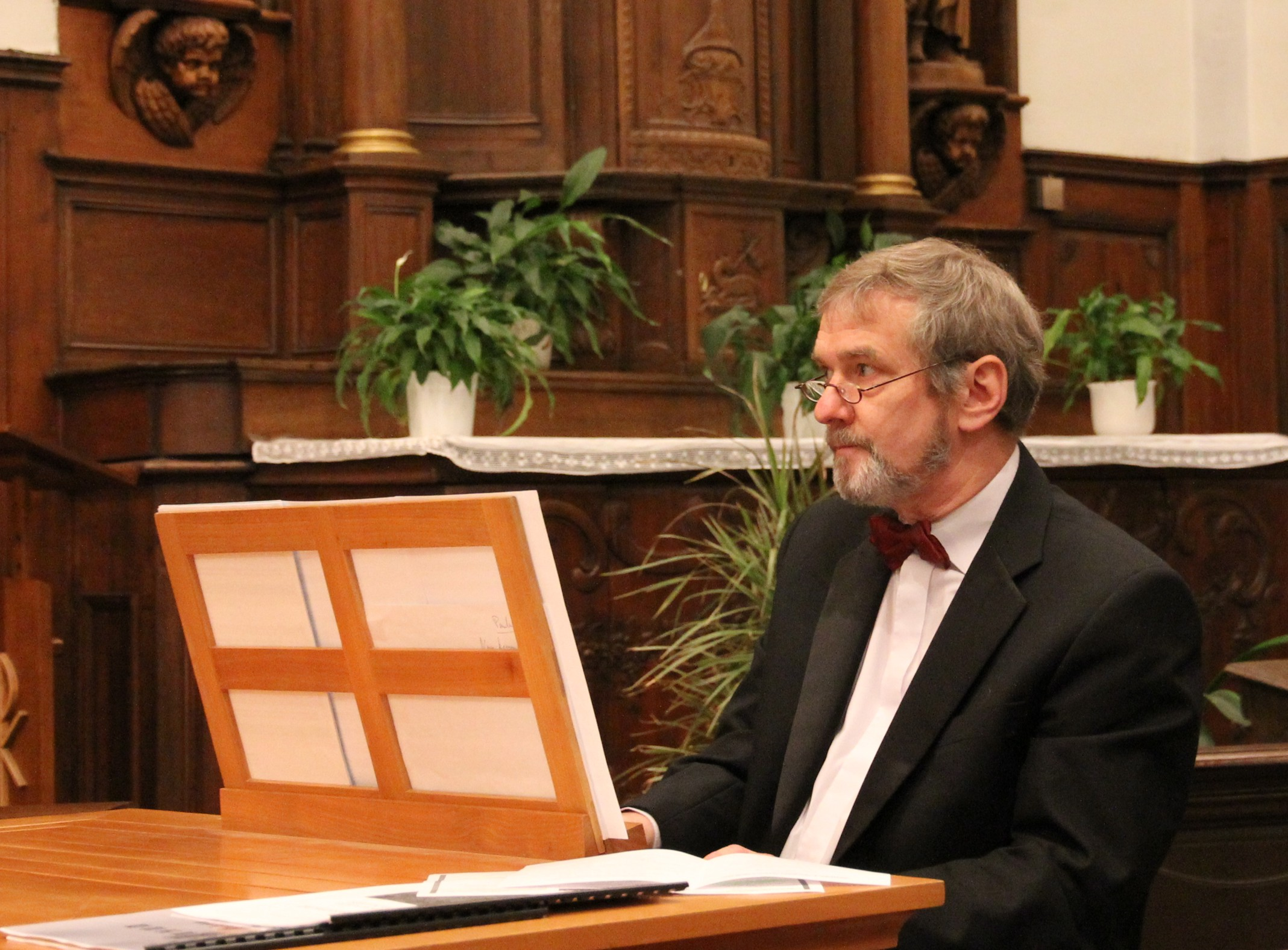
Hans-Georg Reinertz, Direktor 2008 bis 2018

Im Jahr 2008 übernahm der Chorleiter und Kirchenmusiker Hans-Georg Reinertz die Leitung. Ein Jahr später wurde die Schule als „Musikakademie der Deutschsprachigen Gemeinschaft Ostblegiens“ in das Unterrichtswesen Ostbelgiens eingegliedert und unter der Trägerschaft der interkommunalen Gemeinschaft der DG gestellt. Dadurch erhielt sie eine bessere juristische Absicherung, verbesserte Rahmenbedingungen sowie eine Bündelung der Ressourcen und ist seitdem mit Niederlassungen in den Orten Raeren, Büllingen, Bütgenbach, Kelmis, Lontzen, St. Vith, Amel und Burg-Reuland vertreten.
Wegen der beengten Verhältnisse im Kolpinghaus musste sich die Schulleitung wenige Jahre später erneut nach neuen Räumlichkeiten umschauen. Daraufhin stellte die DG die sich in ihrem Besitz befindende leer stehende Villa Peters  zur Verfügung und investierte rund 2,8 Mio. Euro, davon 20 % von der Stadt Eupen, in Restaurierungs- und Sanierungsarbeiten, um dort der Musikakademie eine dauerhafte Bleibe zu ermöglichen. Im April 2019 konnte sie schließlich unter dem seit einem Jahr amtierenden neuen Direktor und Saxophonisten Luc Marly bezogen und offiziell eröffnet sowie im Juni 2019 mit einem Tag der offenen Tür und im September 2019 mit der Beteiligung am Tag des offenen Denkmals einer breiten Öffentlichkeit vorgestellt werden.
Mittlerweile nehmen alleine in Eupen rund 500 Kinder und Jugendliche das Angebot der Schule war und es werden derzeit von circa 70 Lehrkräften, darunter der Geiger und Komponist Paul Pankert oder der Dirigent Gerhard Sporken, mehr als 1.200 Musikbegeisterte in der gesamten DG ausgebildet.

## Struktur und Angebote
Das Angebot der Musikakademie richtet sich an musikbegeisterte Kinder ab dem 5. Lebensjahr, sowie an Jugendliche und Erwachsene jeden Alters und ist in Schuljahren gegliedert. Im Bereich Musiktheorie werden Kurse in Musikalischer Früherziehung für Kinder von fünf bis sieben Jahren mit einer Stunde pro Woche und darauf aufbauend eine fünfjährige Musikerziehung als Pflichtunterricht bei Belegung eines Instrumentalkursus mit der Möglichkeit eines anschließenden zweijährigen Perfektionierungskursus angeboten. Die ersten fünf Pflichtjahre gliedern sich in zwei Jahre Unterstufe mit ein bis zwei Wochenstunden sowie in Mittel-, Ober- und Exzellenzstufe mit zwei Wochenstunden in den Folgejahren und schließen mit einer Klassenprüfung ab. Erwachsene können diese Pflichtseminare als Gruppenunterricht in vier Jahren absolvieren.
Der Instrumentalunterricht kann mit dieser Voraussetzung auf verschiedenen Instrumenten und in gängigen Musikrichtungen sowie in Gesang (ab 14 Jahre), Musikbegleitung, Kammermusik oder in Musik für diverse Ensembles erlernt werden. Hierbei wird bis zu sechs Jahre lang in der Unterstufe ein wöchentlich 30-minütiger Unterricht mit jährlichen internen Klassenprüfungen erteilt sowie die Möglichkeit angeboten, anschließend für jeweils zwei Jahre die Mittel- und die Oberstufenklassen zu belegen, die ihrerseits mit einer jährlichen technischen und öffentlichen Prüfung abschließen. Unter besonderen Voraussetzungen und Begabungen ist es danach möglich, die Exzellenzstufe A, B 1 und B 2 mit jeweils einer Wochenstunde zu absolvieren.
Diese Urkunden und Abschlüsse dienen gemäß der Ordnung an belgischen Musikschulen vorrangig dem individuellen Leistungsvergleich und der persönlichen Motivation. Sie sind keine direkte Voraussetzung für das berufliche Musikstudium an Konservatorien, aber sie werden jedoch bei Bewerbungen an Musikhochschulen oder bei der Mitgliedschaft in Musikvereinen gerne zur Kenntnis genommen.
Darüber hinaus bietet die Musikakademie für Kinder und Jugendliche in den Standorten Eupen und St. Vith Ballettunterricht sowie Kurse über Musikgeschichte für alle Altersstufen. Des Weiteren finden in Eupen Seminare für Kinder- und Erwachsenentheater sowie Sprecherziehung für Erwachsene statt.
Die Akademie ist dabei weiterhin ein wichtiger Partner von Födekam, dem „Regionalen Verband der Instrumental- und Vokalensembles in der Deutschsprachigen Gemeinschaft Belgiens“, mit der sie ab Herbst 2019 das Programm „Band Factory“ aufnehmen wird, mit dem junge Musiker zum gemeinsamen Musizieren angeregt werden sollen.